# Seq2seq
Seq2seq (viết tắt của từ tiếng Anh: sequence to sequence) là một họ của các cách tiếp cận học máy được dùng cho xử lý ngôn ngữ. Các ứng dụng của seq2seq gồm các mô hình đối thoại, dịch ngôn ngữ, chú thích hình ảnh, và tóm tắt văn bản.

## Các phần mềm liên quan
Một số phần mềm cho phép triển khai các cách tiếp cận seq2seq gồm OpenNMT (Torch (học máy)), Neural Monkey (TensorFlow) và NEMATUS (Theano (phần mềm)).